# Wilde Santa Cruz
Wilde José Santa Cruz es un exmilitar argentino, que alcanzó la jerarquía de Coronel. Ocupó durante 63 días el cargo de interventor federal y Gobernador de facto de Misiones, del 23 de abril al 15 de junio de 1962, durante la presidencia de José María Guido, que asumió las funciones de los poderes ejecutivo y legislativo como resultado del golpe militar del 29 de marzo de 1962 que derrocó y detuvo al Presidente Arturo Frondizi.
Santa Cruz derrocó al entonces gobernador democrático de Misiones, el Dr. César Napoleón Ayrault.